# 김용제 (1878년)
김용제는 대한민국의 독립운동가이다.
1878 -1931 황해도 안악(安岳) 출신의 부호이다. 김효영선생의 차남이며, 백범 김구와 함께 교육과 독립운동에 헌신하였다.

## 생애
1905년 황해도 안악읍에 양산학교 설립, 김구(金九)에게 운영을 맡기고 최명식(崔明植) 도인권(都寅權) 김홍량(金鴻亮) 등과 더불어 양산학교 교사로 애국청년 양성에 주력하였다.
1906년에 애국단체 안악면학회(勉學會)를 조직하였다. 면학회에서는 구국강연회, 하기교사강습회, 글짓기 대회 및 운동회 등을 통하여 청년들에게 민족정신을 고취하였다. 고려대와의 교류를 통해 천여권의 책을 교환, 확보하여 안악읍에 세운 양산학교와 교사강습회등에서 활용하였다.
1907년 안창호(安昌浩)가 항일비밀결사인 신민회(新民會)를 조직하자 이에 가입해 활동하였다.
1908년 해서교육총회(海西敎育總會)를 송종호(宋鍾昊)·김구(金九) 등과 결성하고 민족교육 진흥에 힘썼다.
1909년 구국투쟁기지를 만주에 설치해야 된다는 생각에서 10월 최명식(崔明植)을 파견하여 본계현(本溪縣) 환인현(桓仁縣) 즙안현(輯安縣) 등을 답사하도록 하였다.
1910년 일제가 우리나라 민족지도자를 탄압하기 위하여 조작한 이른바 총독 데라우치[寺內正毅] 암살미수사건 (안악사건 혹은 안명근 사건)에 연루되어 김구, 도인권 등 40여명과 함께 양산학교에서 체포되어 서대문 형무소로 수송됨. 혹독한 고문을 당한 끝에 1911년 9월 4일 경성공소원 (경성지방법원)에서 강도미수라는 죄명으로 징역 15년형을 받고 옥고를 치렀다. 7년으로 감형된 형을 살고 석방이후 일제의 엄중한 감시를 피하며 동지들과 연락하였다.
1919년 3·1 독립운동이 일어나자, 출옥이후 일경의 밀정이 계속 미행하기 때문에 시위에는 참여하지 못했으나, 상해에서의 정부수립 움직임을 미리 알고 있었으므로, 출옥후 동산평(안악)에서 농감생활을 하며 은둔해 있던 김구를 즉시 상해에 보냈다.
1920년 12월에 임시정부 연통제(聯通制)의 안악군 참사(安岳郡 參事)에 임명되어 군자금 모집 및 독립정신 고취에 전념하였다.
1982년 대한민국 건국포장에 추서되었다.
1990년 건국훈장 애국장에 추서되었다.

## 참고 문헌
註 백범일지 상권 197면 - 200면, 238면, 276면 - 285면
조선민족운동연감 102면
한국독립운동사(문일민) 191면
·무장독립운동비사 14면
·독립운동사(국가보훈처) 2권 294면
독립운동사(국가보훈처) 4권 281면
독립운동사(국가보훈처) 8권 336 556면
독립운동사(국가보훈처) 9권 95면
독립운동사(국가보훈처) 10권 657 664 667 669면
독립운동사자료집(국가보훈처) 11권 545 546 548 550 551면
독립운동사자료집(국가보훈처) 14권 806면